# HER2/neu

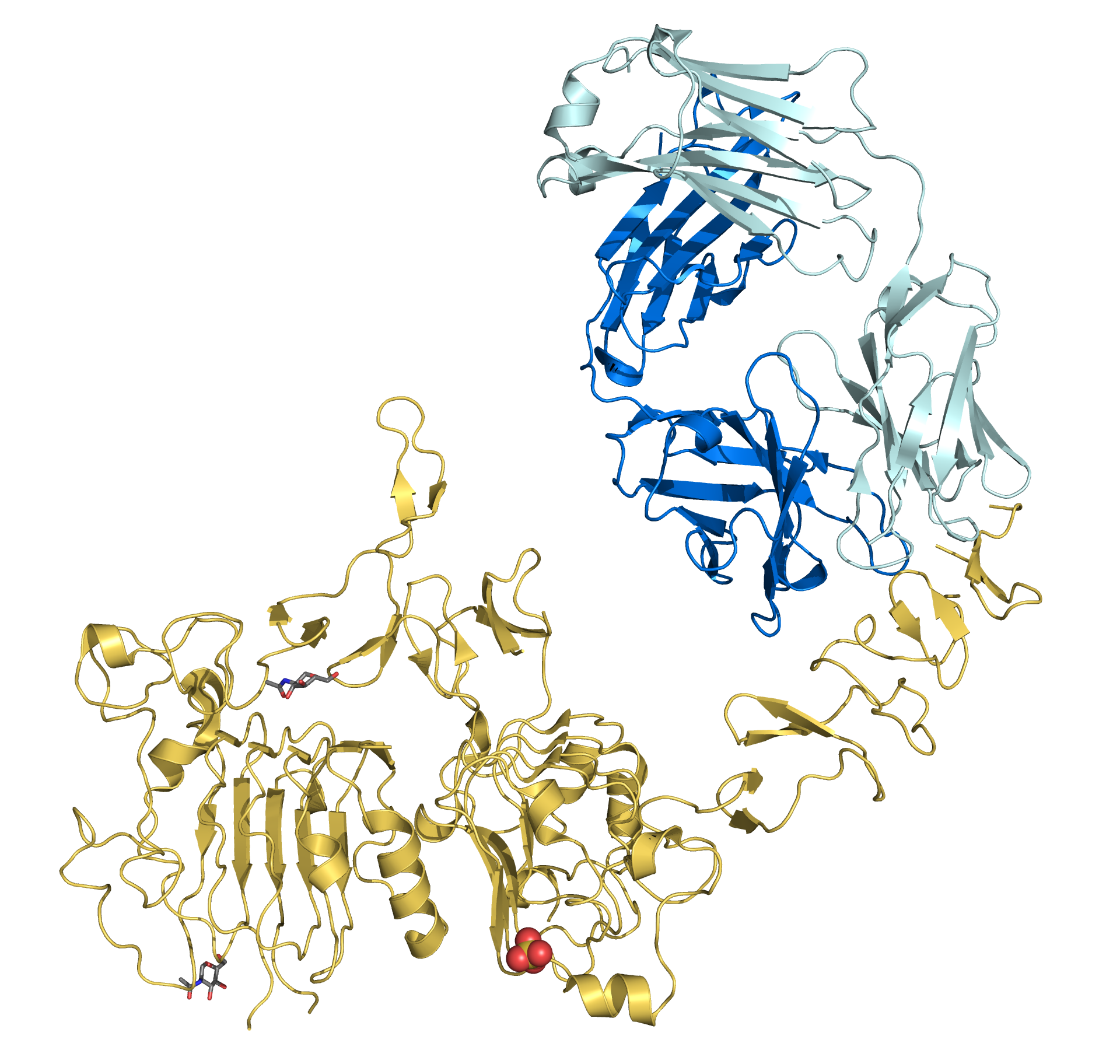
Diagrama mostrando o trastuzumabe (azul) unido ao domínio extracelular HER2/neu

HER2/neu (Human Epidermal growth factor Receptor 2), conhecido também como ErbB2 é um oncogene localizado no cromossomo 17, que se expressa em 25% a 30% dos casos de câncer de mama. A expressão deste oncogene está associada a  progressão e evolução desfavorável do câncer de mama. Trastuzumabe pode aumentar a sobrevida de pacientes com câncer pois dirige-se contra o domínio extracelular de HER2/neu.